# Дмитриевское (Галичский район)
Дмитриевское — деревня в составе Дмитриевского сельского поселения Галичского района Костромской области России.

## География
Деревня расположена у автодороги Судиславль — Солигалич Р100.

## История
Согласно Спискам населённых мест Российской империи в 1872 году деревня относилась к 2 стану Галичского уезда Костромской губернии. В ней числилось 25 дворов, проживало 108 мужчин и 129 женщин.
Согласно переписи населения 1897 года в деревне проживало 200 человек (83 мужчины и 117 женщин).
Согласно Списку населённых мест Костромской губернии в 1907 году деревня относилась к Фоминской казённой волости Галичского уезда Костромской губернии. По сведениям волостного правления за 1907 год в деревне числилось 51 крестьянский двор и 281 житель. В деревне имелись ветряная мельница, скорняжная мастерская и кузница. Основным занятием жителей деревни был малярный промысел.
До 2010 года деревня являлась административным центром Дмитриевского сельского поселения.